# Стилл, Кевин
Кевин Реймонд Стилл (англ. Kevin Raymond Still; род. 19 августа 1960, Юрика, Калифорния) — американский гребец, выступавший за сборную США по академической гребле в 1980-х годах. Бронзовый призёр летних Олимпийских игр в Лос-Анджелесе, обладатель двух бронзовых медалей чемпионатов мира, чемпион Игр доброй воли, победитель и призёр многих регат национального значения.

## Биография
Кевин Стилл родился 19 августа 1960 года в городе Юрика, штат Калифорния.
Занимался академической греблей во время учёбы в Калифорнийском университете в Лос-Анджелесе, состоял в местной гребной команде, неоднократно принимал участие в различных студенческих регатах. Окончил университет в 1983 году, получив учёную степень в области биологии. Позже проходил подготовку в Нью-йоркском атлетическом клубе.
Дебютировал в гребле на взрослом международном уровне в сезоне 1983 года, когда вошёл в основной состав американской национальной сборной и выступил на чемпионате мира в Дуйсбурге, где в зачёте распашных безрульных четвёрок занял итоговое шестое место.
Благодаря череде удачных выступлений удостоился права защищать честь страны на домашних летних Олимпийских играх 1984 года в Лос-Анджелесе. В программе рулевых двоек пришёл к финишу третьим позади экипажей из Италии и Румынии — тем самым завоевал бронзовую олимпийскую медаль.
После лос-анджелесской Олимпиады Стилл остался в составе гребной команды США на ещё один олимпийский цикл и продолжил принимать участие в крупнейших международных регатах. Так, в 1985 году он побывал на чемпионате мира в Хазевинкеле, откуда привёз награду бронзового достоинства, выигранную в восьмёрках.
В 1986 году в восьмёрках стал бронзовым призёром на мировом первенстве в Ноттингеме. Кроме того, в этом сезоне в той же дисциплине одержал победу на Играх доброй воли в Москве.
В рулевых четвёрках выступил на чемпионате мира 1987 года в Копенгагене, где со своей командой остановился на стадии полуфиналов.
Находясь в числе лидеров американской национальной сборной, благополучно прошёл отбор на Олимпийские игры 1988 года в Сеуле. На сей раз стартовал в парных двойках, но был далёк от попадания в число призёров.
Завершив спортивную карьеру, работал брокером в сфере недвижимости и страхования.